# Gaio Albucio Silo
Gaio Albucio Silo (in latino Caius Albucius Silus; Novara, ... – Novara, 10 d.C.?) è stato un retore latino.
Costretto ad abbandonare la sua città per la violenza ricevuta da alcuni quando da edile li aveva condannati si recò a Roma dove esercitò la sua arte assieme all'oratore Munacio Planco che poi si divise da lui non sopportando la competizione professionale con quello. Albucio raramente trattava cause pubbliche che Seneca il vecchio e Svetonio ebbero modo di ascoltare e limitatamente apprezzare Dopo aver tenuto per molti anni una rinomata scuola di retorica a Roma si racconta che abbandonò la professione forense a causa di un incidente oratorio che gli capitò quando nella foga della sua perorazione invitò il suo avversario per porre fine alla controversia a giurare solennemente in nome della memoria del padre e della madre che quanto affermava fosse vero: il che quello fece e Albucio, che sosteneva che la sua era stata solo un'espressione retorica, fu giudicato perdente dai giudici che ritennero probante il giuramento.
Tornato a Novara probabilmente nel 10 d.C., gravemente malato con l'intenzione di lasciarsi morire d'inedia tenne in pubblico un'orazione sulle cause del suicidio.
Fu autore di diverse Declamazioni e di un'opera Sulla retorica citata da Quintiliano.